# Ani Alva Helfer
Ani Alva Helfer (Lima, 21 de septiembre de 1987) es una directora, directora de cine, directora de arte, productora y guionista peruana. En 2018, se convirtió en la directora más taquillera del Perú con su largometraje No me digas solterona, ganadora de los Premios Luces a mejor película del 2018.

## Biografía
Ani culminó sus estudios secundarios en una escuela católica en la ciudad de Lima. Durante los años 2007 y 2011 se trasladó a la ciudad de Buenos Aires para estudiar Cine y Televisión en la Universidad de Palermo. Posteriormente continuaría sus estudios en el Instituto Tecnológico de Monterrey de la ciudad de México

## Carrera

### Cine
A su regreso al Perú compartió algunos trabajos con la productora Big Bang Films, a la cual se terminaría incorporando a finales del año 2012. Ahí cumpliría trabajos de edición, encargándose de montar la película Japy Ending, (2014). Compendio de varios cortometrajes, donde se encargó también de dirigir una de las historias. Siendo esta interpretada por la actriz Gisella Ponce de León.
Continuó su desarrollo profesional encarando la Dirección de Arte en los largometrajes, Loco cielo de Abril (2014); Poseídas (2015) y La Peor de Mis Bodas (2016).
En 2015, estrenó su ópera prima, El Beneficio de la Duda. El film, un thriller psicológico y de suspenso, generó muy buenas críticas en la prensa local. El guion fue escrito por Roberto Valdivieso y ella misma. Contó con los roles protagónicos de Fiorella Rodríguez y Ricky Tosso. La banda sonora de la cinta fue diseñado por la artista chilena Mon Laferte.
En 2018, estrena su segundo largometraje, No me digas solterona, donde nuevamente se encargaría también de la escritura del guion, esta vez compartiendo labores con su hermana Sandra Percich. La cinta cuenta la historia de Patricia, una mujer moderna y trabajadora quien a puertas de formalizar su relación queda destrozada porque su novio le pide un break. Para llevar a cabo este proyecto convocó un grupo de más de 20 destacados actores como Anahí de Cárdenas, André Silva, Flavia Laos, Rodrigo Sánchez Patiño, Maricarmen Marín, Marisol Aguirre y Adolfo Aguilar. Donde además destaca la presencia de la primera actriz mexicana Angélica Aragón.
El tráiler, lanzado en diciembre del 2018, rompió todos los precedentes en número de visualizaciones, acumulando más de 6 millones de vistas.
En 2019, su cinta, No me digas solterona, centrada en la emancipación de la mujer y el amor propio, fue ganadora de los Premios Luces a mejor película y a mejor actriz protagónica, rol interpretado por Patricia Barreto. 
El film ha sido estrenado en diversos países y plataformas digitales.

### Televisión
Inició sus actividades televisivas a los 18 años de edad, encargándose del área de vestuario para el programa de espectáculos La Movida de Janet de Panamericana Televisión. Posteriormente, a los 23 años, desarrolló labores como Jefa de Switch en el Reality La Casa de Los Secretos, creado por Endemol y producido en Perú por Latina. En el año 2016, se le encargó desarrollar la propuesta estética para la serie de ficción argentina El Diván.

## Vida personal
Gracias a su trayectoria y sus reconocimientos como directora ha sido invitada a formar parte del jurado en diversos festivales y concursos. Integrando en 2018 el jurado del Mountain Film Festival de The North Face. Y en 2019, la terna del 48 hour Film Festival y el Festival de Cine Latinoamericano de Texas.
Alva también ha organizado e impartido charlas en diversos centros educativos y organizaciones. Entre los cuales destaca el congreso TEDxLimaWoman del 2018, así como su participación en el Bolivia Lab integrando el cuerpo de docentes.
En 2019, creó y presentó el conversatorio "Cámara Woman", donde invita a la reflexión del rol femenino en el mundo del cine, tocando temas como la identidad y la representación de la mujer.
Durante el año 2016, ejerció la docencia en la Universidad de Ciencias Aplicadas, estando a cargo de las materias de Dirección de Arte y Taller Audiovisual.
En la actualidad es socia activa de WAWA (Worldwide Audiovisual Woman Association).

## Filmografía

### Televisión

#### Programas
| Año  | Título                                    | Papel      | Notas                      | Ref. |
| ---- | ----------------------------------------- | ---------- | -------------------------- | ---- |
| 2016 | Creaturas                                 | Ella misma | Invitada Especial          |      |
| 2018 | Bitácora Noticias                         | Ella misma | Invitada Especial          |      |
| 2018 | Los Premios Luces 2018 (Edición Especial) | Ella misma | Invitada Especial          |      |
| 2019 | El artista del año                        | Ella misma | Temporada 4 Jueza Invitada |      |
| 2019 | Salatres                                  | Ella misma | Invitada Especial          |      |
| 2019 | TEDx Talks                                | Ella misma | Invitada Especial          |      |
| 2022 | Cinescape                                 | Ella misma | Invitada Especial          |      |
| 2022 | El Reventonazo de la Chola                | Ella misma | Invitada Especial          |      |
| 2022 | Premium Perú TV                           | Ella misma | Invitada Especial          |      |

### Cine
| Año  | Título                             | Papel                             | Ref. |
| ---- | ---------------------------------- | --------------------------------- | ---- |
| 2014 | Loco cielo de Abril                | Escritora colaboradora            |      |
| 2014 | Loco cielo de Abril                | Directora de arte                 |      |
| 2014 | Japy Ending                        | Directora                         |      |
| 2014 | Japy Ending                        | Directora de arte                 |      |
| 2014 | Japy Ending                        | Editora                           |      |
| 2015 | El Beneficio de la Duda            | Directora                         |      |
| 2015 | El Beneficio de la Duda            | Escritora                         |      |
| 2015 | Poseidas                           | Directora de arte                 |      |
| 2015 | Poseidas                           | Diseñadora de producción          |      |
| 2015 | La entidad                         | Asistenta del escritor            |      |
| 2017 | Una comedia macabra                | Productora                        |      |
| 2018 | No Me Digas Solterona              | Directora                         |      |
| 2018 | No Me Digas Solterona              | Escritora                         |      |
| 2018 | Herencia: La Película              | Productora supervisora            |      |
| 2019 | Papá X Tres                        | Productora supervisora            |      |
| 2019 | La peor de mis bodas 2             | Productora                        |      |
| 2019 | La peor de mis bodas 2             | Directora de arte                 |      |
| 2019 | La peor de mis bodas 2             | Diseñadora de producción          |      |
| 2021 | Medias hermanas                    | Directora                         |      |
| 2022 | No me digas solterona 2            | Directora                         |      |
| 2022 | No me digas solterona 2            | Escritora                         |      |
| 2023 | Soltera, casada, viuda, divorciada | Directora, guionista y productora |      |
| 2023 | Isla Bonita                        | Directora, guionista y productora |      |
| 2024 | Bienvenidos al paraíso             | Directora                         |      |
| TBA  | Coquito                            | Directora                         |      |
| TBA  | No me digas solterona 3            | Directora, guionista y productora |      |

### Televisión

#### Programas
| Año  | Título                  | Papel                                   | Canal                   | Ref. |
| ---- | ----------------------- | --------------------------------------- | ----------------------- | ---- |
| 2006 | La Movida de Janet      | Jefa de vestuario                       | Panamericana Televisión |      |
| 2011 | La Casa de Los Secretos | Jefa de switch                          | Endemol                 |      |
| 2011 | La Casa de Los Secretos | Jefa de switch                          | Frecuencia Latina       |      |
| 2016 | El Diván                | Desarrolladora de la propuesta estética |                         |      |

#### Series y telenovelas
| Año       | Título           | Rol       | Canal              | Ref. |
| --------- | ---------------- | --------- | ------------------ | ---- |
| 2020      | Mi vida sin ti   | Directora | América Televisión |      |
| 2022      | Maricucha        | Directora | América Televisión |      |
| 2022–2023 | Maricucha 2      | Directora | América Televisión |      |
| 2024      | Los otros Concha | Directora | América Televisión |      |

### Vídeos musicales
| Año  | Título                                                 | Papel     | Ref. |
| ---- | ------------------------------------------------------ | --------- | ---- |
| 2014 | Depresión (Versión Loco cielo de Abril) De Mon Laferte | Directora |      |

## Eventos
- El Mountain Film Festival (2018) como Jurado.
- TEDxLimaWoman (2018).
- El Bolivia Lab (2018) como Docente.
- El 48 hour Film Festival (2019) como Jurado.
- Cámara Woman (2019).
- El Festival de Cine Latinoamericano de Texas (2019) como Jurado.

## Premios y nominaciones
| Año  | Premio                       | Categoría      | Trabajo               | Resultado | Ref. |
| ---- | ---------------------------- | -------------- | --------------------- | --------- | ---- |
| 2018 | Premios Luces de El Comercio | Mejor Película | No Me Digas Solterona | Ganadora  |      |